# 2014年高雄氣爆事故
2014年7月31日週四23時55分以後至8月1日凌晨間，中華民國高雄市前鎮區與苓雅區發生多起石化氣爆炸事件。7月31日約21時，民眾通報疑似有瓦斯洩漏。幾個小時後該區域發生連環爆炸，造成32人死亡、321人受傷，並造成至少包括三多一路、三多二路、凱旋三路、一心一路等多條重要道路嚴重損壞，周邊店家也因為爆炸破壞而造成重大經濟損失。事後經調查認定為四吋丙烯管線遭不當包覆於排水箱涵內，致管壁由外向內腐蝕並日漸減薄，而無法負荷輸送管內之壓力而破損，致運送中原先作為化工原料之液態丙烯外洩，引起本件爆炸事故。災區道路經過多月的施工後於12月20日修復通車。

## 判決與相關責任
臺灣高雄地方檢察署於12月18日偵結氣爆事故，向臺灣高雄地方法院提起公訴。檢察機關起訴分屬高雄市政府、華運公司與李長榮化工的12人，並將相關事證交由監察院繼續追究行政責任。於2015年2月9日高雄高分檢確認高雄市政府陳菊等5名官員獲不起訴確定；而監察院在3月4日通過糾正高雄市政府和經濟部，雖然32名罹難者中包含5名警消、2名義消，並造成22名警義消輕重傷，但因缺乏具體指認時任高雄市市長陳菊在指導上有怠忽職責，因此未彈劾陳菊。2015年7月17日高雄市政府、李長榮化工、華運倉儲順利達成三方協議，決議由榮化墊付32名罹難者的賠償金額為1200萬元，最遲分4年給付，待法律判決確定後，再由高雄市府、榮化、華運共同負擔或有責任方依照法律判決比例分擔。2018年6月22日民事賠償官司宣判，高雄市政府（1994年設置箱涵的責任）、榮化、及華運分別應負起40%、30%、30%的賠償責任。2020年4月24日，臺灣高等法院高雄分院於二審判決被告高雄市政府工務局人員三人犯過失致人於死罪，各處有期刑期2年6月至3年6月不等，其餘包括李長榮化工與華運公司被告九人，因未違反注意義務，不構成刑法上過失責任，均判無罪。
2021年9月15日，高雄氣爆案三審，最高法院駁回二審上訴，全案定讞。
民事賠償部分，臺灣高等法院高雄分院於2024年7月17日，第二波宣判另1案仍認高雄市政府承擔八成主要肇責，榮化公司承擔2成責任。

## 名稱
媒體、政府對此事故使用的其他名稱有「高雄石化氣爆事件」、「高雄燃氣爆炸事件」、「高雄前鎮苓雅氣爆事件」、「731氣爆事件」、「81氣爆事件」等。

## 事件經過

### 事發前
7月31日20時許，高雄市前鎮區居民嗅到疑似瓦斯臭味，隨即報案，20時46分高雄市政府消防局接獲通報，約於20時50分趕到現場，轄內瓦斯公司於20時50分及21時03分回報，明確表示當地現場並無天然瓦斯管線，然而消防局卻仍持續朝「疑似瓦斯洩漏」方向處置。由於當地有輕軌工程，一度以為是施工挖斷瓦斯管線，延誤遏阻大規模氣爆發生之良機。稍晚，高市府向中油公司尋求當地管線資訊，中油公司雖回報無中油管線經過該處，但監察院認為中油未善盡災害防救法賦予「公共事業應主動蒐集、傳達相關災情」之責，而予以糾正。事發現場混亂無序失措，高雄市政府未能落實指揮權轉移以確保現場指揮體系一元化之規定，且平時石化災害防治演練不足使現場消防局人員誤判情勢，加上未善加利用隨身佩帶的可判斷現場危害氣體之濃度的5用氣體偵測器，導致現場部署及封鎖延滯。消防員僅以水霧稀釋氣體、管制交通，並未疏散當地民眾。現場人員不知當時已有大量液態丙烯汽化，隨著排水箱涵流動向外不斷擴散，先往三多商圈方向流進凱旋三路箱涵，並沿著凱旋三路箱涵往北、往南擴散至三多一路、一心一路地下。
21時30分，高雄市政府環境保護局稽查人員會同消防局抵達二聖、凱旋路口進行採樣，並於21時46分請求行政院環境保護署南區毒災應變中心支援。高雄市政府工務局及消防局則於21時50分通知管線圖上記載的台灣中油公司、中國石油化學工業公司、台灣電力公司、臺灣鐵路管理局等管線所有人到場，然而第一時間並無通知榮化公司。於採樣查漏期間，影響範圍逐漸擴大，消防局又陸續出動人員至前鎮、苓雅區各點進行搶救，自21時16分起至22時15分止，共有六處派駐消防人員。22時22分，前鎮區崗山西街301巷9號，發生水溝蓋氣爆。22時23分，環保署南區毒災應變中心人員到達現場。22時40分，消防局長陳虹龍僅電聯要求中油、中石化切斷管線輸送。23時20分（市府說法，另一說為23時55分，然環保署表示為隔日6時55分），環保署確認氣體為丙烯，其中22時19分於二聖路、凱旋路口之鋼瓶採樣，驗出丙烯濃度為13,520ppm，超出人體忍受範圍近兩百倍。

### 事發後
約在7月31日23時56分以後，凱旋三路、二聖路、三多一路一帶發生連環氣爆，人孔蓋炸飛，三條路數百公尺柏油路被炸毀，據目擊者指出，爆炸火焰衝上十五樓高，火球直徑約十五公尺，當時已到達現場的約20多名警消、義消，首當其衝，被緊急送醫治療。有消防車墜入炸毁塌陷的路面。有民眾在爆炸中從三多一路路面被拋至四樓樓頂，也有汽車被炸飛到三樓樓頂。
8月1日2時之後，爆炸告一段落。受爆炸影響的區域有：三多一路（含283巷一至四弄）、武慶三路（至178巷口）、三多二路（福德三路至凱旋路口）、凱旋三路（含臺鐵前鎮車場）、一心一路（凱旋路至光華路口）、光華三路與中山三路口（五號船渠截流站）、英祥街、英明路、二聖路、新富路、瑞興街、瑞隆路、瑞和街、崗山西街、和平二路。總計氣爆事故波及範圍達6公里，其中有4.4公里的市區道路被摧毀，影響範圍達3平方公里。三多一路、凱旋三路、一心一路、瑞隆路等多處路段沿下水道、管線炸開、塌陷。鄰近事故現場的臨港線三多二路平交道部分路軌隆起位移，警報機及圍籬傾倒；人孔蓋飛進台鐵高雄機廠廠區內。由於石化氣體沿著市區雨水下水道系統擴散，苓雅區三多一路的下水道最大，蓄積的氣體也最多，是氣爆死傷最多的路段。
根據高雄地檢署起訴書，此次事故造成32人死亡、321人受傷。罹難者中，包含5名警消、2名義消，並造成22名警義消輕重傷。其中事故後失蹤的消防局主祕林基澤和瑞隆分隊小隊長劉耀文，兩人遺體直到9月20日才在工程人員準備進行防颱疏濬與排水工程時，於二聖凱旋路口的箱涵處發現。氣爆造成當地供電設備、通訊線路、自來水管和天然氣管線嚴重受損，並造成多戶停電、停氣、停水、停話等。

## 事故原因調查

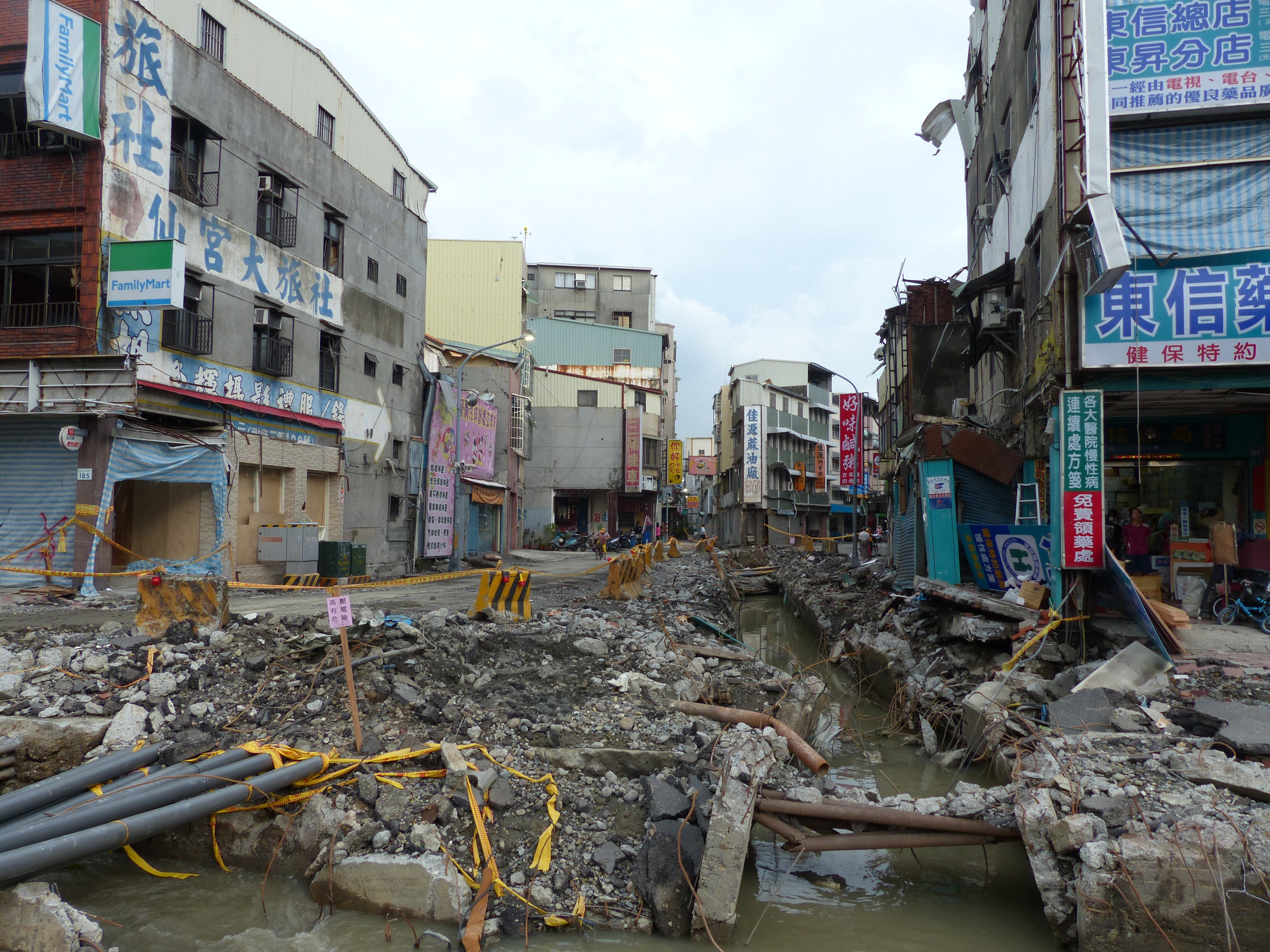
爆炸後的三多一路與武慶三路路口。

事發隔天，高雄市政府派員至中油前鎮儲運所，蒐集業者管線操作紀錄。發現華運公司到李長榮化工大社廠間，管徑四吋的丙烯輸送管線出現壓力異常。該管線為現有三條丙烯輸送管線中，唯一於7月31日有輸送紀錄者。經比對華運公司及李長榮化工管線操作紀錄，發現31日晚間8時43分21秒，管線壓力異常下降，從每平方公分約40公斤下降至13公斤。李長榮化工大社廠於8時55分去電華運表示沒收到丙烯，華運於9時20分重新輸送，但發現輸送管壓力未上升後再度停止。雙方於晚間9時40分至10時10分間將閥門關閉，進行管線壓力測試後認為管線無漏，於10時15分再次恢復供料，至11時35分華運停止丙烯輸送。高雄市政府估計事故前三小時，至少有132分鐘持續輸送丙烯，估算有十公噸外洩。一般化工業界在管線輸送時只看得到輸送端與接收端己方資訊，沒有一家公司可以看到兩家公司的壓力，就像家用的瓦斯表，瓦斯公司有儀器可看出氣體壓力的變化，但是家裡不會有可以看到壓力的儀器。因輸送端同時有輸送時的壓力及流量，所以華運應該可以判斷是否有外洩的可能性，榮化為接收方，只看得到流量的變化，以及接收端穩定的持壓。當天操作過程中，榮化未接到華運通知管線有丙烯外洩。歷經三個多小時，無法阻止高雄前鎮氣爆的發生，事後也引生了「倚賴業者自主管理是否足以防災」的重要討論。
高雄地檢署於8月1日查扣擁有管線的榮化、中油、中石化、欣高瓦斯、欣雄瓦斯等五家公司電腦紀錄，及氣爆現場的施工單位資料。隔日於二聖一路、凱旋路口炸開的下水道箱涵內發現榮化的四吋管線有長約七公分、寬約四公分的長方形破洞，缺口處只剩厚度約0.2公分的鐵片，疑由內往外翻，但未脫落，推測為可能漏氣點，於5日會同工研院和金屬工業中心將該管線鋸下送交化驗。該處經查有三條管線，分別為榮化四吋丙烯管、中石化六吋丙烯管及中油八吋乙烯管。其中有破洞的李長榮化工管線為1991年底由中油興建，在1994年管線工程經試漏試壓清洗無虞後視為完工，福聚在付清工程尾款後，產權由福聚擁有，在李長榮化工於2006年併購福聚後隨之接手，自此管線產權屬於李長榮化工。華運公司則受李長榮化工委託輸送丙烯，丙烯的輸送或停止，需經輸送方與接收方雙方合意，才執行操作。管線檢測是由中油委託金茂公司進行，每一季進行區域檢測，但中油與榮化間並無維修合約。中油、中石化管線經吹驅、頂水測壓作業，確認均無漏洞，而榮化管線於二聖和凱旋路口的破洞則為該管唯一漏氣處。
經專家鑑定發現地下排水箱涵系施工後而將本案氣爆管線包覆於內，導致鏽蝕管壁減損至一定程度後，因無法承受管內壓力而破損，進而造成石化氣體或液體外洩。中油發言人張瑞宗表示，當年管線施工時曾因發現下水道箱涵而更改設計，推測是後來施工的下水道工程，將管線包覆進去。8月20日，高雄地檢署會同工程人員開挖箱涵上覆土，之後發現管線進入箱涵的連接處塞有保麗龍，初步研判應是先有管線，之後施作箱涵包覆管線時，使用保麗龍以避免損及管線。至於氣爆肇事箱涵南側，另有一箱涵載於設計圖上，但只施作7.2公尺，就以鋼板加混凝土封死。
根據監察院的糾正案文所述，此案氣爆管線與其他2條管線自1994年中油公司埋設完工啟用後，未確實落實「緊密電位測試作業」，實際執行檢驗次數與條例規範之次數並不相符，且於2007年的檢驗報告早已顯示本次氣爆案區之電位值異常，然而中油卻忽視並未採取任何警事作為:44；而箱涵則為高雄市政府負責承辦，自規劃設計、監工至驗收皆為其責任歸屬，卻在長達23年的時間，從未執行適當維護、巡檢、或遷移管線的事宜:2。不僅高市府工務局怠忽職守，未適時更新、抽驗以確認管線圖資的正確性:27，且經高雄市政府等單位調閱管線圖，連該箱涵位置皆遍尋不著，建造單位及建造時間皆無法確認。在氣爆發生後，尚未查明箱涵權屬時，高雄市政府率爾發表背離事實的言論，更將「未通知李長榮化工公司」的關鍵缺失推給「中油公司遲未透露」:11。
高雄市副市長吳宏謀於8月7日表示，市府是綜合所有蒐集的圖資，判定氣爆箱涵應屬1991年至1992年間的崗山仔二之二號道路排水幹線工程。

## 審理

### 刑事訴訟
2014年12月18日，經高雄地檢署偵結，依失火罪、準失火罪、業務過失致死、業務過失傷害、業務過失致重傷害等罪嫌起訴1991年至1992年間承辦排水箱涵施工之高雄市政府工務局人員三人、李長榮化工公司董事長、李長榮化工大社廠廠長及氣爆當晚輪值的榮化員工四人和華運公司員工三人等共12人。2018年5月11日，臺灣高雄地方法院於一審判決被告12人全數有罪，刑期由4年到4年10月不等，以高雄市政府工務局人員三人4年10月最重。但高雄市政府與法界人士指出，即使管線經過排水箱涵，若檢測及維修時有去注意，就不會造成鏽蝕或破損，且管線完工後，後續的使用、保養、維修，都不是由高雄市政府負責，市府認為不應該牽強認定驗收疏失行為與氣爆有直接因果關係。2020年4月24日，臺灣高等法院高雄分院於二審判決被告高雄市政府工務局人員三人犯過失致人於死罪，各處有期刑期2年6月至3年6月不等，其餘包括李長榮化工與華運公司被告九人，因未違反注意義務，不構成刑法上過失責任，均判無罪。

### 監察院糾正
2015年3月20日，高雄地方法院首度針對公務員涉案部分進行準備程序，傳喚為當年負責氣爆箱涵設計驗收的現任高市府養工處長趙建喬（時任下水道工程處幫工程司）、負責箱涵監工的下水道工程處前工程員邱炳文及負責複驗的下水道工程處前副工程司楊宗仁。庭訊時趙建喬等3人皆表示執行監工時均依照契約內容，並無過失所以「不認罪」；然而審判長則不認同，反問律師「主驗只要在馬路上東張西望就好了嗎？」，表示主驗應實際參與驗收而非草率了事。

### 資訊公開
為有效提供災民司法協助，進一步展開債權讓與由高雄市政府代位求償的工作，及確保災民能完整收到慰問金，與核實捐款運用去向和監督用途，民間人士透過訴願向政府機關申請資訊公開請求相關資料，以利下一步法律行動的動作。在相關申請文書中，債權讓與契約條款和切結書，高雄市政府律師資詢費支付對象與款項來源，家戶慰問金發放對象實際居住地與設籍地清單，以及捐款時寄辦理計畫及相關細目。

## 救災處理
8月1日00時03分，高雄市緊急醫療資訊整合中心啟動大量傷病患機制，高雄市各大醫院提供緊急救護，如有必要則將傷患轉送至臺南。高雄市政府並於8月1日0時40分立一級災害應變中心，管制相關路口，宣佈撤離武慶路以西、二聖路以北、民權路以東、三多二路以南區域內的所有居民至高雄市立文化中心與鄰近學校（光華國中、中正高工、五權國小、樂群國小、瑞祥高中、光華國小、瑞豐國小、獅甲國中、民權國小）或竹西里活動中心避難，且於福德三路、三多路口備有公車協助撤離。8月3日晚間另在七賢二路上的普賢寺及勞工公園內的勞工育樂中心獅甲會館開設2處收容安置所。8月6日加開一處位於三民區芝豐飯店為收容安置所。8月1日及2日前鎮區、苓雅區停止上班上課；凡前鎮或苓雅區居民，亦停止上班、停止上課。許多大樓疏散住戶，路邊站滿居民，許多人夜宿公園、足球場避難。市府在數個學校與文化中心開設收容中心，以收容災民，人數最多時，高達1200人。行政院則於8月1日凌晨1時開設中央緊急災害應變中心。

### 國軍派兵出動支援

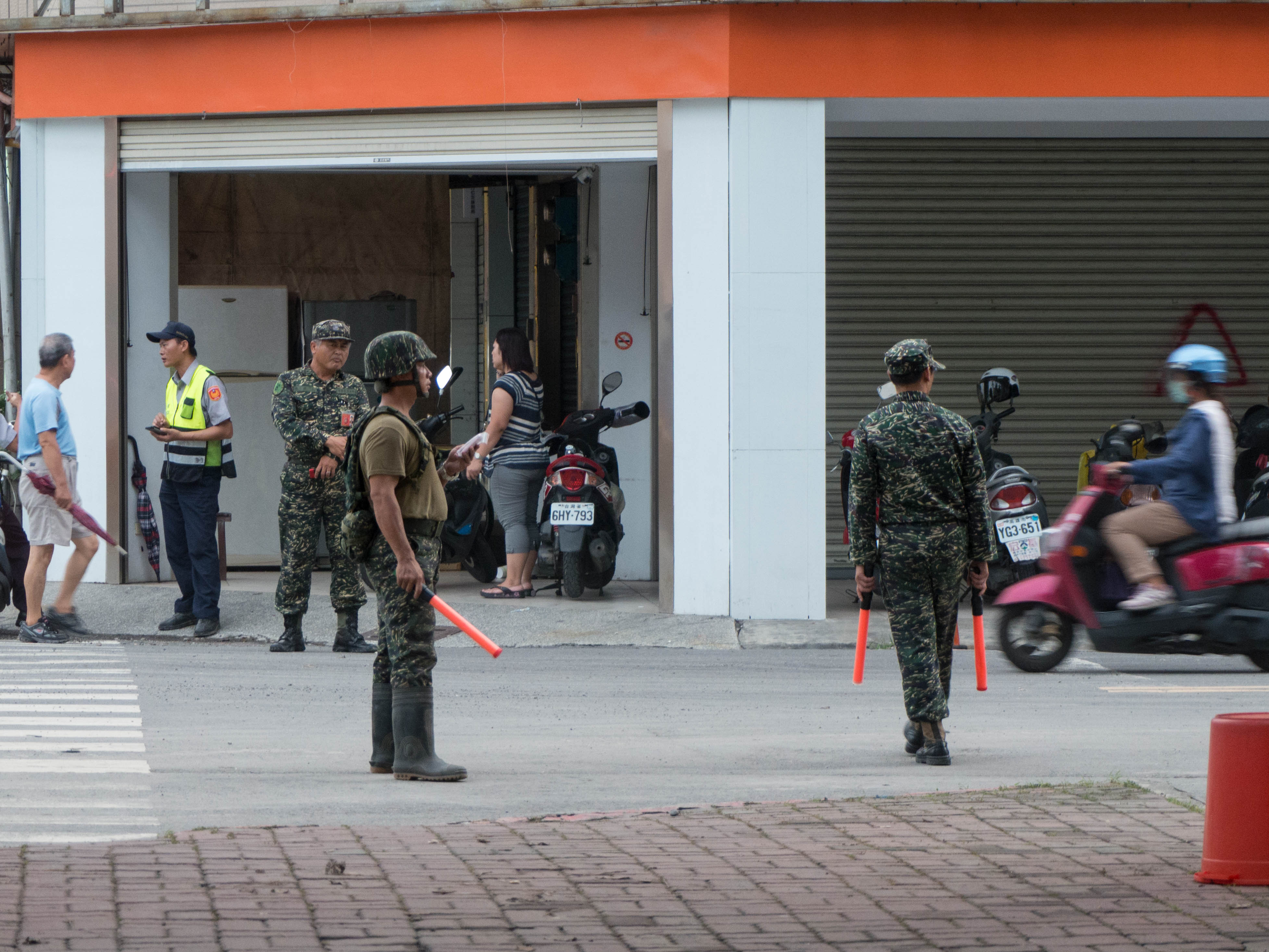
三多二路口，指揮交通的海軍陸戰隊

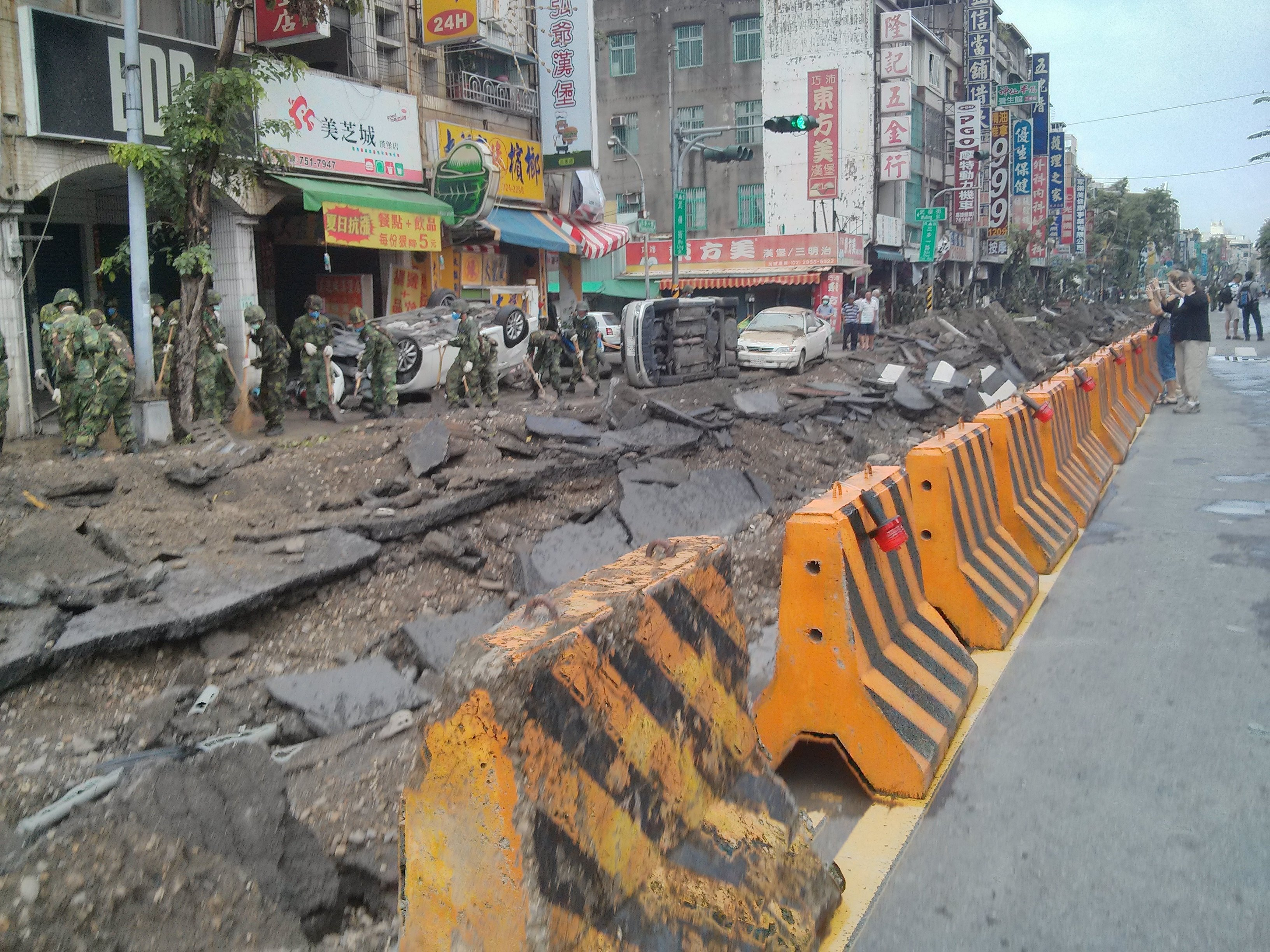
國軍官兵正在清掃路段

中華民國國防部災害應變中心配合中央災害應變中心於8月1日凌晨1時完成一級開設，第四作戰區災害應變中心亦同步開設，開始動員中華民國國軍派兵支援救災，並調派陸軍第八軍團指揮部與海軍陸戰隊指揮部所屬部隊官兵1307人、50車，另外陸軍步兵訓練指揮部及國防部憲兵司令部第二0四指揮部也派出官兵、機具協助救災，包括派遣陸軍化學兵第三九群到現場偵測殘留燃氣、陸軍資電第七五群、陸軍工兵第五四群、陸軍砲兵第四三指揮部及陸軍裝甲第五六四旅土石清運、協助清理家園，載運重物。
軍備局第四○一廠接獲災情後，也立即派遣官兵攜帶三維雷射掃描儀、夜視鏡及熱像儀等救災偵蒐設備，編成救災支援小組，前往高雄氣爆災區繪測災區地圖，協助提供救災指揮運用。

### 中央政府與各縣市支援
中央災害應變中心調派內政部消防署特種搜救隊5人、2車，高雄港消防隊消防員15人、6車，行政院環境保護署毒災應變隊11人，另協調臺南市政府消防局消防員45人、22輛消防車，屏東縣政府消防局消防員9人、4輛消防車，共計1392人、84車支援搶救，另外臺東縣消防局、嘉義市政府消防局、臺北市政府消防局、新北市政府消防局、桃園市政府消防局、臺中市政府消防局、彰化縣消防局等各縣市消防局也陸續派遣消防隊員南下支援協助救災。總計調度消防隊員累計764人次、240車次、45台生命探測器及21隻搜救犬積極搶救。

### 其它支援
- 台積電公司8月5日進駐高雄氣爆參與民宅修繕、臨時道路鋪設、搭建臨時便橋等救災[95]。
- 慈濟在氣爆發生後，當地慈濟志工深夜分工前往醫院協助及後續協助[96]。
- 網路社群g0v 零時政府提供各項資訊與捐助物資與志工募集等協助[97]。
- Madhead捐款300萬
- 青暘企業捐贈救災用途的氣球燈放置在指揮中心。
- 川湖科技集團捐款1000萬
- 樂團五月天捐款1500萬，並與所屬公司相信音樂及旗下歌手於2015年1月1日在氣爆處舉辦封街免費義唱演唱會。

## 災後處理

### 募款活動
高雄市政府發言人丁允恭於氣爆後表示，不排除動用第二預備金救災。高雄市長陳菊也於氣爆後公布市府社會局救助金專戶對外募款。臺北市政府社會局於氣爆當日通過法定程序，自市府重大災害民間捐款專戶提撥救助金予罹難者家屬。全家便利商店自8月2日凌晨起開放民眾藉FamiPort進行小額捐款，此部分捐款逾新臺幣二億八千萬最後匯至高雄市社會局專戶。臺北聯營公車307路線則於8月5日全線義跑一天，當日營收全部交付高雄市社會局統籌運用。 臺灣各電視媒體也分別於8月7日及9日舉辦電視募款晚會。
高雄市政府於8月12日成立「高雄市政府81石化氣爆民間捐款專戶管理會」，管理會由副市長李永得擔任召集人，其他管理會委員包括四名市府代表、專業團體成員七人、民間團體三人及災區代表二人等共17位。高市府社會局於8月14日宣布，當日捐款總金額已逾新臺幣31億元，達到30億元募款目標，自8月15日停止勸募活動。但市府並未停止接受捐款，累計捐款至9月4日已達到40億元。至2014年12月18日，捐款總金額44.8億，核定辦理計畫44案共37.5億，執行金額15.5億。

### 公益單曲
事件後，由音樂製作人蔡志展譜詞、曲，製作公益歌曲《阮的故鄉。高雄》，號召108位音樂人與廣播人錄唱、拍攝歌曲影片。報載歌曲的創作過程僅三天，是重要的紀念作品之一。

## 影響

### 民生影響
- 最多時曾造成29,789戶停電、23,642戶停氣、13,500戶停水、2,780戶停話、69座基地台損毀、1處中油加油站停業、98所學校停課，共影響32,968戶、83,819人；截至2014年8月6日下午3時，尚有636戶停電、4,602戶停氣、560戶停水、110戶停話、2座基地台待檢修、1處中油加盟站停業[94][111]。
- 為了配合災害搶修作業以及加速道路修復考量，台灣電力公司暫時先將輸送天然氣管關閉，南部發電廠4部機組自8月1日22時30分起停止發電，系統減少約110萬瓩的電力[112]。
- 停班停課：8月1日及2日前鎮區、苓雅區停止上班上課；凡前鎮或苓雅區居民，亦停止上班、停止上課。8月3日起至11日亦有許多里或是國中小停止上班和上課。8月8日因豪大雨，導致石化氣爆管制區內部分路段嚴重積水，多個學校停止上課、正常上班。[113]
- 有媒體報導稱，一些宵小趁機進入疏散的空屋行竊[114]。
- 2014年8月2日至8月15日，連續幾天豪雨等級的陣雨，因排水系統遭受爆炸損壞，造成當地積水，一些地方水深及腰。
- 2014年8月8日，一心路、凱旋路口因不明氣體外洩，現場封鎖，並再次撤離居民[115]。

### 交通影響
- 交通部臺灣區國道高速公路局宣佈暫時封閉中山高速公路的高雄交流道三多路出口[116]。
- 高雄市公車多條公車路線亦受到氣爆之影響停駛、提前改道及取消停靠（紅16、紅18，兩線8月1日停駛；11、26、37、52、三多幹線、72A、72B、81、82、83、100、環狀幹線168東、168西、紅12、8001改道行駛），另加開3線救災專車，採隨招隨停模式；8月5日起紅16全線恢復正常行駛，8月6日起公車路線陸續恢復正常行駛[117]。
- 高雄市公共腳踏車有3站（英明國中站、福裕停車場、光華公園站）位於警戒範圍內，已暫停營運（於8月6日重新開放營運）[118]。
- 高雄市區道路交通管制，8月1日封鎖武慶路以西、二聖路以北、民權路以東、三多二路以南區域，至8月4日已縮小至僅剩三多路（武營路－和平一路）、凱旋路（四維一路－籬仔內路）、二聖路（和平路－武慶路）、一心路（光華路－凱旋三路）[119]。
- 臺灣鐵路局：高雄臨港線嚴重受損，導致臺鐵高雄機廠列車無法如期出廠營運，檢修到期之列車亦無法如期進廠檢修，衝擊臺鐵列車調度及營運。

### 工業影響

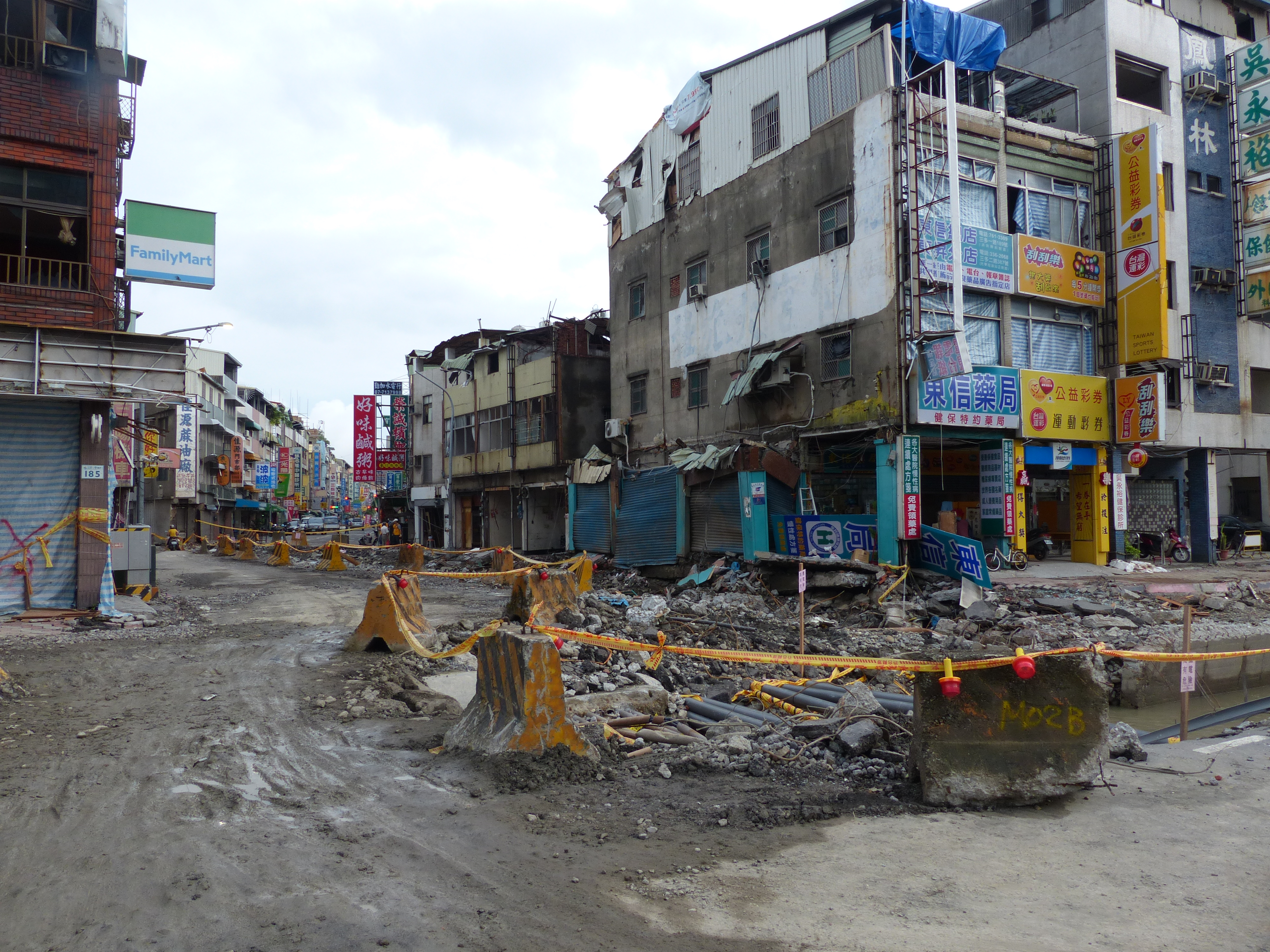
損壞地下管道和下水道系統

高雄市政府8月1日下令，行經市區的石化管線全面關閉，華運倉儲及中油共四條乙烯、丙烯及苯等原料管線停止輸送，李長榮、中石化、台聚、亞聚、台氯、東聯、國喬等七家業者因而缺料，停產及減產危機，其中中油輸送給中石化、國喬，以及華運倉儲輸送給李長榮化工的三條管線都經過氣爆事故地點，因此被要求清空管線內殘餘原料。
李長榮化工於8月5日宣布自6日起停工四天。高雄市政府於8日勒令榮化大社聚丙烯廠停工，該廠年產能40萬公噸，以普通級聚丙烯外銷報價每公噸1,510美元計算，單月營業損失逾15億元。

### 政治影響
2014年8月7日，高雄市長陳菊為市府未掌握管線資料，內部橫向聯繫不足公開道歉，但表示市府並未說謊。隨後副市長吳宏謀、水利局長李賢義、工務局長楊明州、捷運局長陳存永，也於同日向市長陳菊集體請辭。市長陳菊在氣爆救災第一階段任務完成後准予辭職，並於8月22日起生效。吳宏謀、李賢義、楊明州調任參事，陳存永則改任秘書處長。市長陳菊在11月舉行的地方公職人員選舉連任後，吳宏謀、楊明州分別在新的市長任期回復副市長及工務局長原職，李賢義被延攬到臺中市政府擔任副秘書長，陳存永則屆齡退休。
經濟部長張家祝在被民進黨立委陳其邁於8月7日的質詢中，屢次以沒有去高雄參加氣爆公祭為由譴責後，於同日晚間以書面聲明方式請辭，聲明中以在野非理性杯葛、癱瘓政務，感慨臺灣政治環境不佳為辭職主要原因。

## 後續相關爭議

### 三不政策
儘管朝野立委期望提高災後重建的層級並成立「高雄氣爆災後重建委員會」，總管所有災後相關事宜，不過行政院認為高雄氣爆事故規模有限，現有預算、政府機構足以應付，確定「不立專法、不設專責機構，不編特別預算」三不原則，地方政府可動用災害預備金、調整年度及隔年度預算、或將民間捐款專款專用在相關重建，金額用罄後，中央再予以支援。
此項決定引發在野黨民進黨政治人物的批評，認為行政院的決定「冷血」。

### 公文字數之爭
氣爆後，高雄市政府擬定公文向馬英九政府請求重建經費，然而行政院表示「高雄市府僅靠一頁的A4紙就想要中央補助19億，實在誇張。」
引起高雄市政府反駁公文後方有附件，以及地方民意代表批評中央政府無情。

### 「不要搭舞台給高雄市政府」
2014年，國民黨執政時有二個黨政平台：中山會報及立院黨團會議，是黨政大平台；各部會次長、主秘與黨秘書長的「協助政務推動工作文宣平台」，則是黨政小平台。
新新聞報導，2014年8月5日，中國國民黨副主席兼秘書長、總統府秘書長曾永權召開黨政小平台會議，會議中，曾對經濟部說，「不要搭舞台給高雄市政府，讓經濟部處理石化管線是送舞台給高雄市政府來卸責。」曾永權認為，管線是地方政府的權責，因為縣市政府工務局都有管線科，誰核可就誰管理，高雄市政府責無旁貸，卻在第一時間推給經濟部，經濟部要嚴格防守，不能鬆懈，以免成為地方卸責的最佳藉口。 
新新聞於報導前曾直接向曾永權查證，曾永權當時以正在「主持會報」為由，掛上電話，不再多說。
報導刊出後，曾永權僅透過國民黨文傳會以新聞稿做出兩點澄清，未做進一步說明： 
1. 新新聞所刊登關於他本人之說法，並非事實。
2. 當天曾副主席於會中所表示者，係指當時高雄氣爆事件尚有兩人列為失蹤，搶救工作仍在進行，如要討論管線問題，建議應以高雄凱旋路氣爆現場之管線為主，才不致延誤救災時機。[135]

### 國營重工業事業總部南遷
高雄市的統籌分配款較臺北市相對有限，卻長期承受石化工業的汙染及意外風險，中油因此常被批評「生雞蛋在台北，放雞屎於高雄」。2014年，高雄市議會通過《高雄市既有工業管線管理自治條例》，要求業者必須在2015年底前把公司設籍高市並繳交管線費，否則將不得使用安裝於高雄市的既有管線。市政府粗估，此案可為高市稅收增加約二十五億元收入。然而，高雄市政府的動作不獲中央支持，行政院長毛治國認為該條例違憲，法務部也發函予經濟部，指出該條例「違反地方制度法」，故罰則無效。高市府不滿指出，這是地方政府因應氣爆事件的政策調整，中央政府則未提出任何解決辦法。
中油公司的不具名代表於2015年3月對外表示：「總部地點和管線管理無關，且管線遍布全台，若各縣市政府都提出相同要求，該如何處理？因此建議可透過成立『南部管理中心』的方式解決管線管理問題。」此一發言被視為中油對高市府政策的消極應對。
2016年1月16日，中央執政的國民黨在總統選舉中落敗，政府確定即將易幟。1月19日，中油發言人張瑞宗回應相關議題時表示：「中油是國營事業，須依法行政，南遷與否都會尊重政府決策及指示。」此發言一反該公司此前的消極態度。此外，即將交接卸任的馬英九政府經濟部長鄧振中對於遷廠決策亦持看守立場。
2016年6月，新任經濟部長李世光明確表示，中油總部南遷已經確定，該年將完成設籍。

### 石化專區爭議
江宜樺為首的行政院於氣爆後迅速提出在高雄設立「石化專區」的概念，引此爭議。
高雄市小港區沿海6里上百居民於氣爆後第三周群集怒吼，抗議長期承受重工業污染的家園，再次淪為氣爆災變後的犧牲品。里長們齊聲表達訴求，堅決反對行政院讓石化產業進駐大林蒲。
里長們表示，「大林蒲及鳳鼻頭居民長期承受台電、中油及中鋼等工業汙染，致癌率高。南星計畫原先說是蓋海岸公園、做遊艇碼頭，誰知道現在竟變成遊艇廠區和石化專區，都在污染地方。」
鳳興里里長洪富賢陳訴，中央政府要在南星設置石化專區，是一種「只在乎財團的利益，卻罔顧沿海6里居民死活」的行徑。
「國光石化為白海豚可以取消，台南六輕為黑面琵鷺可以不蓋，但為何不好的東西都會想到大林蒲？」他們要捍衛居住正義。
鳳森里里長陳信雄也訴說，「大林蒲已被工廠包圍，石化一旦出事，他們將無處可逃。」

### 時任副總統吳敦義
時任副總統吳敦義受訪時，否認當年曾放行氣爆管線的工程，然而廿四年前公文事證則指出，時任市長吳敦義確曾批准工程進行。

### 中油態度
2014年8月，高雄發生氣爆過後，台中大肚居民詢問中油其油槽管線的所在位置卻得到中油回應：「難以提供」。

### 後勁第五輕油裂解廠遷廠議題
五輕自興建起始便爭議不斷，議題橫跨李、陳、馬等人執政時期，當地居民多年來多次以強烈手段抗議設廠。不過直到2015年12月31日，中油仍未履行此一承諾。2016年1月1日早上，中油高雄廠高層在大批媒體前再次承諾，11日的說明會將會提出完整的說明，然而在說明會中，中油副總經理吳清陽、執行長李順欽等人對相關議題仍表示「超過權限」，而遭到後勁居民拍桌怒斥。1月18日，李順欽提出「中油高雄煉油廠工廠拆售與半屏山儲運站說明」，表示需三年時間才能處理執行四十二座儲槽（卅座油槽、十二座水槽），以及廿九個油廠的標售，但他不能單方面決定此事。

## 後續處理

### 如何不再發生氣爆
路面號誌應清楚標示何處有工業管線通過、管線內送什麼物質、外洩時會有什麼味道、看到哪些現象應該要撤離。

### 三方協議
2015年7月17日 高雄氣爆屆滿周年前夕，高雄市政府、李長榮化工、華運倉儲順利達成史無前例的官民和解。其中，榮化願意在法律責任未經法院確認前，基於體恤家屬而同意先墊付罹難者每人賠償新台幣1200萬元，未來視法院判決結果三方再行分攤。高雄市副市長許立明則強調，是由榮化先墊付，不是先賠。

### 傷者/罹難者和解
2015年11月18日 高雄氣爆32名罹難者家屬與市府、李長榮化工等業者求償協議，已全數達成和解並於高雄地方法院完成公證，每名罹難者和解金1200萬元，最遲分4年付清。和解金先由榮化墊支，待法院責任判決確定後，再依照比例分擔。
2018年5月9日 氣爆重傷者近全數和解

### 全面復工
2015年11月19日 歷經六次審查會議、三階段核准，高雄市政府終同意李長榮化工大社廠全面復工。

### 民事訴訟
2016年8月31日 法院認定：發生氣爆案原因是【排水箱涵內之4吋管線施工有便宜行事情況，致管線銹蝕破損，最後導致其內運送液態丙烯外洩而發生爆炸】，而排水箱涵為公有公共設施，故被告公共設施之設置顯有欠缺。被告高雄市政府依國家賠償法第3條第1項規定就公有公共設施設置之欠缺，負國家賠償責任。
2016年11月15日 受害車主求償 高雄氣爆首例國賠定讞。
2017年3月4日 東南客運因氣爆車損提國賠 一審判市府賠64萬餘元。

### 過失責任
2018年6月22日 高雄地方法院宣判：認原告高雄市政府之過失比例應為40％、被告榮化公司等7人為30％、被告華運公司等4人為30％。

### 善款濫用
依監察院調查高雄731石化氣爆災害事件捐款支用妥適當性一案之回應說明，有下列幾項顯有疑義
- 用以汰換值班台破舊座椅196,100元
- 赴日本考察石化管線減災管理84,084元
- 搭設遮陽棚89,561元
- 購置薪資管理系統、E化公務系統整合暨財產管理及訓練證照管理系統開發建置810,000元
- 高雄市政府法制局為行使損害賠償請求權而委任律師時，無視請求權金額大小，即使個案起訴請求金額未達1萬元，甚至僅400元，仍以1萬元之律師酬金進行起訴，顯不具經濟實益
- 觀光局辦理106年泰國市場推廣行銷計畫，因公出國參加推廣活動，實際行程均上午進行赴當地景點參觀，下午始赴觀光推廣會參與活動，與預定計畫行程存有差異，核與推廣高雄觀光之出國目的未盡相符 [160]
- 該府文化局將氣爆捐款用作「高雄市731氣爆紀念裝置藝術」設施維護費使用，顯與氣爆災害事件無直接關聯，亦有違失。該款項共 3600 萬元。[161]

## 各方反應

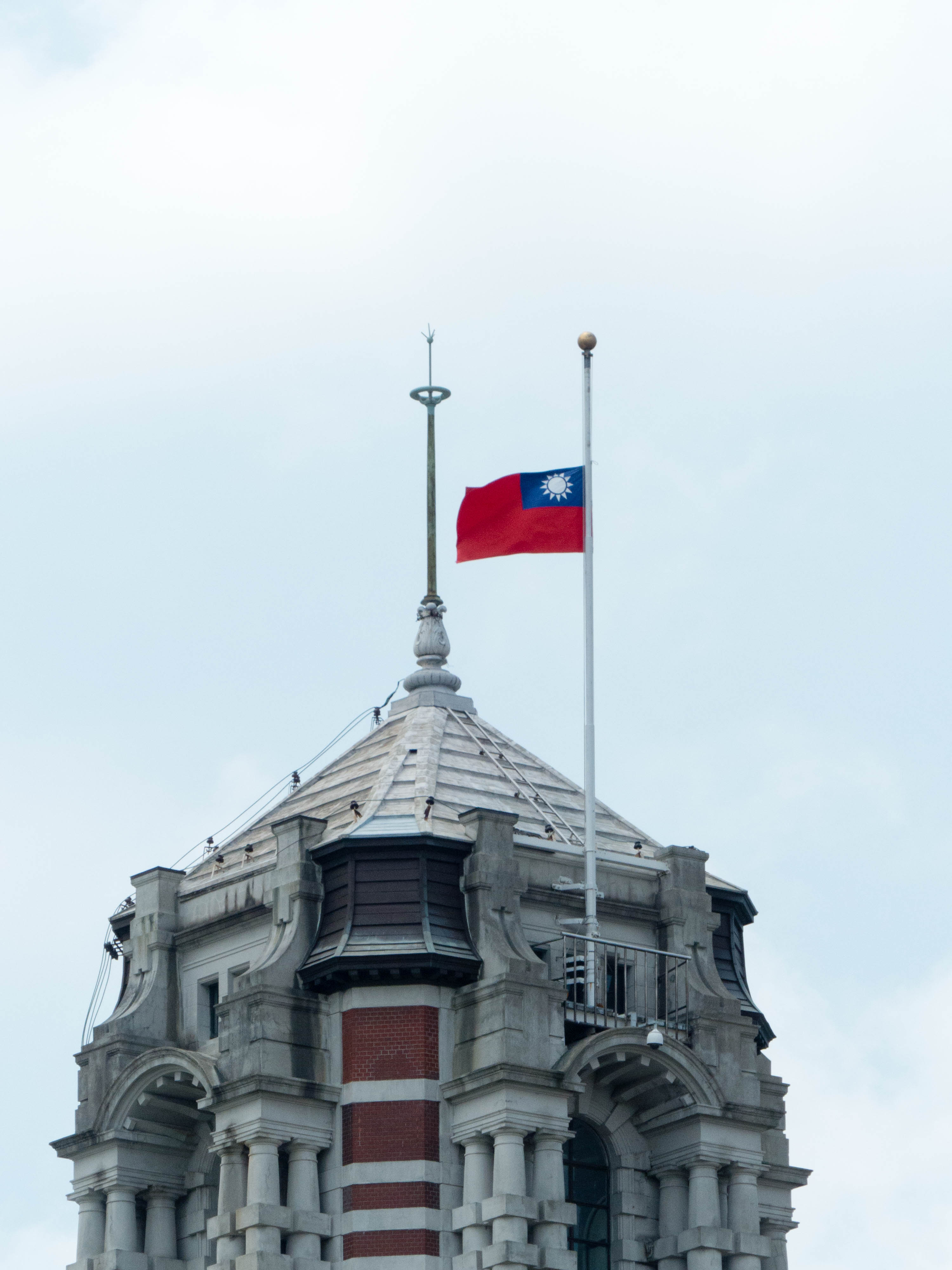
中華民國總統府降半旗，以悼國殤（2014年8月6日）。

中華民國總統馬英九取消原定行程，坐鎮中央災害應變中心，而後前往高雄802醫院探視傷者，並分別明令褒揚本事故殉職的七名高雄市消防人員。行政院長江宜樺與行政院南部中心主任楊秋興前往災區。行政院宣布全國8月5-7日，降半旗三天，以悼念復興航空222號班機空難、高雄氣爆事故罹難者。監察院長張博雅表示痛心，並要求新任監察委員默哀。不少藝人在事後大力協助死傷者家屬。即在重災區凱旋三路與二聖路路口無酬舉辦「NEW!再創新高迎新」演唱會，獻給高雄鄉親及協助重建的無名英雄。
中共中央总书记習近平指示國務院臺灣事務辦公室和海峡两岸关系协会转达对遇难者的深切哀悼和对其亲属的诚挚慰问。香港行政長官梁振英代表特區政府和市民向遇難者表示哀悼，並對他們的家屬致以深切慰問。澳門行政長官崔世安代表特區政府和澳門市民，向遇難者表示深切哀悼，對其親屬和傷者致以誠摯慰問。
韓國、日本、美國、歐盟、英國、法國、與德國等駐台機構也先後為高雄氣爆事故，向死傷者及家屬表達哀悼、慰問之意。

## 參看

### 類似事件
以下為全球曾發生氣爆事故的列表，粗體字為同樣發生於高雄的爆炸事故：
- 1963年日本東京深川瓦斯氣爆事故
- 1970年日本大阪天六瓦斯氣爆事故
- 1978年西班牙聖卡羅迪拉丙烯槽車爆炸事故
- 1986年大仁宮廢船爆炸事件
- 1992年瓜達拉哈拉大爆炸
- 1997年高雄氣爆事故
- 2010年南京「7‧28」爆炸事故
- 2013年阿根廷羅薩里奧氣爆事件
- 2013年青岛输油管道爆炸事故
- 2014年江苏昆山「8‧2」爆炸事故
- 2014年新北新店氣爆事故
- 2015年天津港「8‧12」火灾爆炸事故
- 2020年貝魯特爆炸事故
- 2021年十堰燃气爆炸事故
- 2023年竹北氣爆事故
- 2023年宁夏银川烧烤店爆炸事故
- 2024年河北三河燃气爆炸事故
- 2025年台中新光三越爆炸事故

## 外部連結
- 高雄地檢署起訴書及相關文書（页面存档备份，存于），臺灣高雄地方法院檢察署，2014年12月18日
- 高雄市政府81石化氣爆重建資訊網（页面存档备份，存于），高雄市政府
- 高雄市政府社會局81石化氣爆善款資訊網 （页面存档备份，存于）
- 阮的故鄉。高雄（页面存档备份，存于） (主題公益單曲-YouTube)